# Кіджі (1937)
Кіджі (Kiji, яп. 雉) — міноносець Імперського флоту Японії типу «Оторі», який брав участь у Другій світовій війні.

## Історія створення
Корабель, який став п'ятим серед міноносців типу «Оторі», закладений 24 жовтня 1935 року на верфі «Mitsui Engineering & Shipbuilding» у Тамано. Спущений на воду 26 січня 1937 року, вступив у стрій 31 липня 1937 року.

## Історія служби

### У складі ВМС Японії
На момент вступу Японії до Другої світової війни «Кіджі» належав до 11-го дивізіону міноносців, який відносився до Флоту Китайської зони. З 8 грудня 1941-го корабель брав участь в операції проти британського Гонконгу, який здався 25 грудня.
15—16 січня 1942-го «Кіджі» перейшов з Гонконгу до Мако (важлива база ВМФ на Пескадорських островах у південній частині Тайванської протоки), а 26 січня — 5 лютого ескортував звідси конвой до бухти Камрань (узбережжя центрального В'єтнаму). 6—8 лютого корабель пройшов до Гонконгу, а 14—16 лютого перейшов на Філіппіни до затоки Субік-Бей (дещо західніше від Маніли) для участі у блокадних операціях (в районі Маніли на півострові Батаан та у острівній фортеці Коррехідор до початку травня тримались американські гарнізони). При цьому з 15 лютого 1942-го після розформування 11-го дивізіону «Кіджі» напряму підпорядкували Третьому Китайському експедиційному флоту (саме до нього раніше належав 11-й дивізіон).
Невдовзі «Кіджі» залучили до операції зайняття порту Замбоанга на західному завершенні острова Мінданао. 26 лютого 1942-го «Кіджі» вийшов з Субік-Бей та попрямував на південь разом з легким крейсером «Кума». Того ж дня біля Батангаса (дещо менш ніж за сотню кілометрів на південь від Маніли) вони захопили каботажний пароплав, який ескортували в Манілу. На шляху до пункту призначення загін зайшов у внутрішні води архіпелагу, де 1 березня «Кума» та «Кіджі» обстріляли гавань Себу (на однойменному острові), де потопили каботажні судна «Lepus», «Regulus» та «Legazpi» (за іншими даними, щонайменше «Lepus» був захоплений японцями), загинуло понад три сотні осіб. У ніч проти 3 березня «Кума» та «Кіджі» підтримував висадку в Замбоанзі (десантний загін прибув сюди з порту Давао на південному узбережжі Мінданао). Після цього міноносець тиждень залишався в Замбоанзі.
5 квітня 1942-го «Кіджі» вийшов із затоки Лінгайєн (західне узбережжя острова Лусон північніше від Маніли), щоб разом з «Кума» та 4 есмінцями супроводити транспорти з військами для окупації Себу. На шляху туди 5—6 квітня «Кіджі» також забезпечив перехід переобладнаного гідроавіаносця «Санукі-Мару» з Субік-Бей до острова Куліон (східне завершення архіпелагу Палаван, за три сотні кілометрів на південний захід від Маніли). У ніч проти 9 квітня біля Себу «Кума» та «Кіджі» були атаковані двома американськими міноносцями, при цьому одна з восьми випущених торпед влучила у крейсер, але не здетонувала (можливо відзначити, що за кілька тижнів до того саме ці катери евакуювали з Коррехідора генерала Макартура). 10 квітня відбулась висадка на Себу одразу у трьох місцях.
13—14 квітня 1942-го «Кіджі» супроводжував «Санукі-Мару» під час дій останнього у протоці Бохоль (омиває східне узбережжя Себу) та в районі острова Панай (на північний захід від Себу). 16 квітня «Кіджі» разом з «Кума» та 3 есмінцями прикривали висадку на Панай.
26 квітня 1942-го «Кіджі» розпочав супровід конвою, який вийшов з Себу та попрямував до південно-західного узбережжя Мінданао, де 29 квітня провів висадку в Котабато (між Замбоангою та Давао). Японці не зустріли тут спротиву і 2 травня «Кіджі» розпочав проведення цих транспортів до Субік-Бей.
Тим часом ще 10 квітня 1942-го «Кіджі» передали до військово-морського округу Циндао (узбережжя північного Китаю). 11—17 травня корабель ескортував конвой з Маніли до Циндао, після чого ніс тут патрульно-ескортну службу до початку січня 1943-го (з перервою похід у Куре для ремонту в період з 15 червня по 24 липня 1942-го).
З 6 по 13 січня 1943-го «Кіджі» пройшов ремонт у Циндао, 16—19 січня прямував до Куре, а 25 січня — 1 лютого пройшов до індонезійського острова Амбон (Молуккські острови). Останнє пояснювалось переведенням човна з 20 січня у підпорядкування 24-ї особливої військово-морської бази (24th Special Base Force), яка належала до Другого Південного експедиційного флоту, відповідального за контроль над Нідерландською Ост-Індією. У наступні десять місяців «Кіджі» здійснив численні рейси з Амбону з ескортними та транспортними цілями, відвідавши (деякі неодноразово) Саумлакі на островах Танімбар (шість сотень кілометрів на південний схід від Амбону, на межі морів Банда та Арафурського), Купанг (острів Тимор), Добо (острів Вармар у архіпелазі Ару в Арафурському морі), опорні пункти японців у західній частині Нової Гвінеї, Туал (острів Дуллах у архіпелазі Кай, так само на межі морів Банда та Арафурського, проте ближче до Нової Гвінеї аніж острови Танімбар). 14 квітня 1943-го під час рейсу до Саумлакі «Кіджі» був атакований з повітря та зазнав незначних пошкоджень.
З 30 листопада 1943-го підрозділ «Кіджі» передали до новоствореного Четвертого Південного експедиційного флоту, який мав відповідати за контроль над західною частиною Нової Гвінеї. Як наслідок, в наступний період корабель був зосереджений на патрульно-ескортній службі у цьому регіоні (хоча й з перервою на ремонт у Сурабаї в березні — квітні 1944-го). Тим часом американці вели успішний наступ уздовж північного узбережжя Нової Гвінеї та наприкінці травня 1944-го висадились на острові Біак. 3 червня «Кіджі» зазнав незначних пошкоджень під час повітряної атаки на Манокварі (північно-східне завершення півострова Чендравасіх, за півтори сотні кілометрів на захід від Біаку). Оскільки 24-та база з 20 травня підпорядковувалась Другому Південному, «Кіджі» з 20 червня 1944-го перевели до 26-ї особливої військово-морської бази Четвертого Південного експедиційного флоту. Втім, вже 9 липня корабель став на ремонт у Сурабаї, а тим часом унаслідок прориву головного оборонного периметра імперії на Маріанських островах японці практично згорнули операції на заході Нової Гвінеї (до того цей регіон також розглядався як частина головного периметра).
З вересня 1944-го та до завершення війни «Кіджі» здійснював транспортні та ескортні операції на сході Нідерландської Ост-Індії, між Сурабаєю, Амбоном та Макассаром (південно-західний півострів Целебесу).
Капітуляція Японії в серпні 1945-го застала «Кіджі» у Сурабаї. У лютому 1946-го корабель виключили зі списків ВМФ та призначили для участі у репатріації японців (по завершенні війни з окупованих територій на Японські острови вивезли кілька мільйонів військовослужбовців та цивільних японської національності).

### У складі ВМФ СРСР
Згодом «Кіджі» передали за репараціями СРСР. Тут він 19 липня 1947-го отримав назву «Внимательный», втім, вже 21 жовтня того ж року корабель вивели у резерв (через кілька років назву «Внимательный» отримає новий есмінець проєкту 30-біс). Пізніше колишній «Кіджі» використовувався як корабель-ціль «ЦЛ-27» та плавуча казарма «ПКЗ-96», а 31 жовтня 1957-го був виключений зі списків ВМФ СРСР та призначений на злам.